# Organización de Regiones Unidas / Foro Global de Asociaciones de Regiones
La Organización de Regiones unidas / Foro global de Asociaciones de Regiones (ORU Fogar) es una organización internacional que reúne regiones de todo el mundo y las representa frente las instancias internacionales para impulsar una política global de desarrollo equilibrado y de cohesión territorial. 
La organización tiene como objetivo principal el reconocimiento de las regiones como actores de la gobernanza global. ORU Fogar sostiene que la descentralización del poder único de los estados hacia otros actores acelera el desarrollo y, por consiguiente, fomenta la democracia por la proximidad entre estos nuevos actores y los ciudadanos. ORU Fogar promueve un modelo de gobierno regional fuerte, con capacidades y competencias legalmente reconocidas y presupuestos acordes con estas competencias. La organización cuenta de las miembros del mundo entero, regiones europeas, latino-americanas, africanas y asiáticas.
La organización actúa siguiendo dos enfoques:
- Un enfoque integral generado desde los territorios para diseñar e implementar soluciones a nuevos retos a los que estos se enfrentan.
- La promoción de nuevas reglas de gobernanza a nivel global, incluyendo la escala regional y permitiendo que este enfoque de los territorios sea desarrollado.

## Objetivos
Los objetivos de la Organización de las Regiones Unidas / FOGAR están fundados sobre tres pilares:
1. Hacer oír la voz de las regiones:
- Unir las regiones de todo el mundo para identificar sus preocupaciones, trabajar en propuestas comunes y hacer oír su voz.
- Ser la voz de los gobiernos intermedios en parlamento, frente a los gobiernos nacionales
- Facilitar la representación de las regiones en foros globales
- Representar los gobiernos intermedios en todas las organizaciones (importantes) que influyan directamente en la calidad de vida de las poblaciones
- Todo ello con la visión de que el intermedio es un gobierno estratégico al servicio del desarrollo.

2. Una gobernanza global donde las regiones cuentan:
- Amparar la cooperación de las regiones con instituciones continentales y mundiales.
- Defender una nueva gobernanza a partir del reconocimiento de la diversidad de las culturas y modos de vida.
- Promover la participación de los gobiernos regionales en el diseño y la gestión de las políticas de educación, salud, e la construcción de infraestructuras sociales.
- Favorecer unas relaciones trans-nacionales y trans-fronterizas.

3. Trabajar para las Regiones:
- Instar a los gobiernos nacionales a incorporar la dimensión regional en sus agendas.
- Respaldar las políticas nacionales que refuercen el nivel regional.
- Priorizar las políticas regionales de competitividad y crecimiento
- Impulsar un desarrollo sostenible, que tenga en cuenta el medio ambiente.
- Con el respaldo de los gobiernos nacionales, constituir un foro de intercambio de conocimientos y políticas de buenas prácticas, y estimular la para-diplomacia entre las regiones.

## Historia

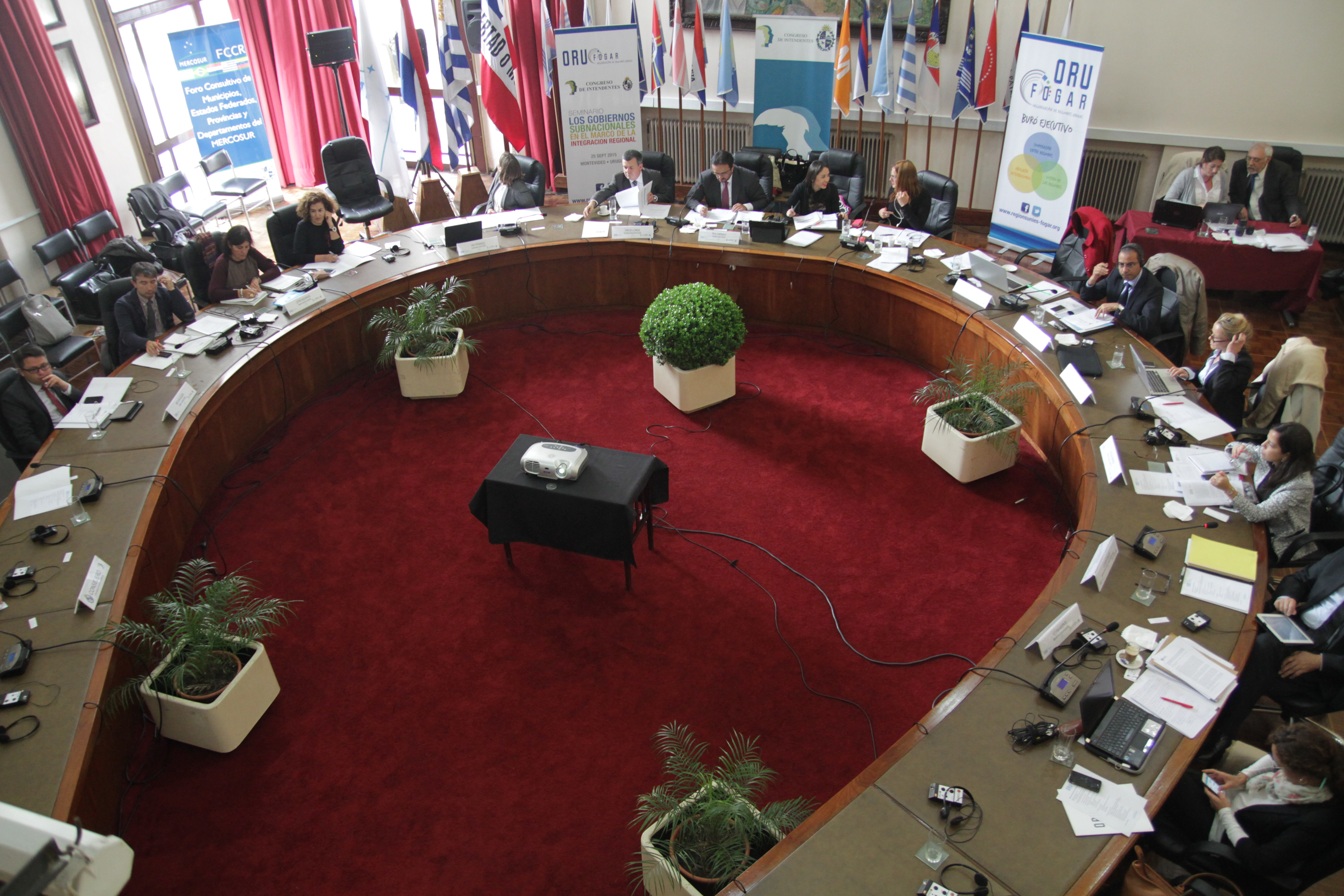
Buró Ejecutivo de ORU Fogar reunido a Montevideo, Uruguay, en septiembre de 2015

Frente a la nueva situación mundial, las regiones se reunieron para encontrar una respuesta coordinada a los retos de hoy en día a través de una asociación global. Dicha reunión fue nombrada "Foro global de Asociaciones de Regiones (FOGAR)", creada en ciudad del Cabo, Sudáfrica, en agosto de 2007. Se llevó a cabo sobre las bases de la “Declaración de las Regiones sobre su participación en la gobernanza de la globalización”, firmada en Marsella, PACA, Francia, en la I Convención Internacional con enfoque regional para el desarrollo. Diecisiete redes de regiones de todos los continentes fueron las que compusieron la organización, contando con una subrepresentación en más de 900 gobiernos subnacionales. Desde julio de 2010, la adhesión a la Organización de las Regiones Unidas / Fogar se abre también a las Regiones y a los Estados federados a título individual.

### Fundadores
| Nombre                                  | País de origen | Cargo |
| --------------------------------------- | -------------- | --- |
| Thierry Cornillet                       | Francia        | Diputado europeo, consejero regional Ródano-Alpes (Francia)                                                                |
| François Maïta                          | Francia        | Vicepresidente de la Región Aquitania (Francia) y Consejero departamental del Consejo Departamental de Pirineos Atlánticos |
| Claudio Martini                         | Italia         | Senador del Partido demócrata en la región Toscana (Italia) y vicepresidente vicario del partido Demócrata del Senado      |
| Juan José Ibarretxe                     | España         | Político nacionalista vasco. De 1999 a 2009 lehendakari del Eusko Jaurlaritza (País Vasco) (España)                        |
| Tasneem Essop                           | Sudáfrica      | Jefe de sección Low Carbon Frameworks del WWF                                                                              |
| Juan Carlos Romero Roy Abelardo Nikisch | Argentina      | Senador de Argentina por Salta Político argentino de la Unión Cívica Radical                                               |
| Priscilla Post Wohl Sergey Kuchin       | Rusia          | Presidenta y moderadora de NORTAC (Northern Research Technical Asistencia Center) y directora de EcoNorth -                |
| Oscar de los Santos                     | Uruguay        | Sindicalista uruguayo y político perteneciente a Frente ancho. Intendente del departamento de Maldonado (2005-2015)        |
| Alberto Jardim                          | Portugal       | 2.º Presidente del gobierno regional de Madeira, Portugal (1978-2015)                                                      |
| Luis Alberto Soliz                      | Bolivia        | Departamento de Santa Cruz (Bolivia)                                                                                       |
| Michel Vauzelle                         | Francia        | Adjunto del distrito 16 a Bouches-du-Rhône, vicepresidente de la Comisión de la Asamblea Nacional de Asuntos exteriores    |
| Abdelhadi Benallal                      | Marruecos      | Antiguo presidente de la región Tánger Tetuán (Marruecos)                                                                  |

## Estructura

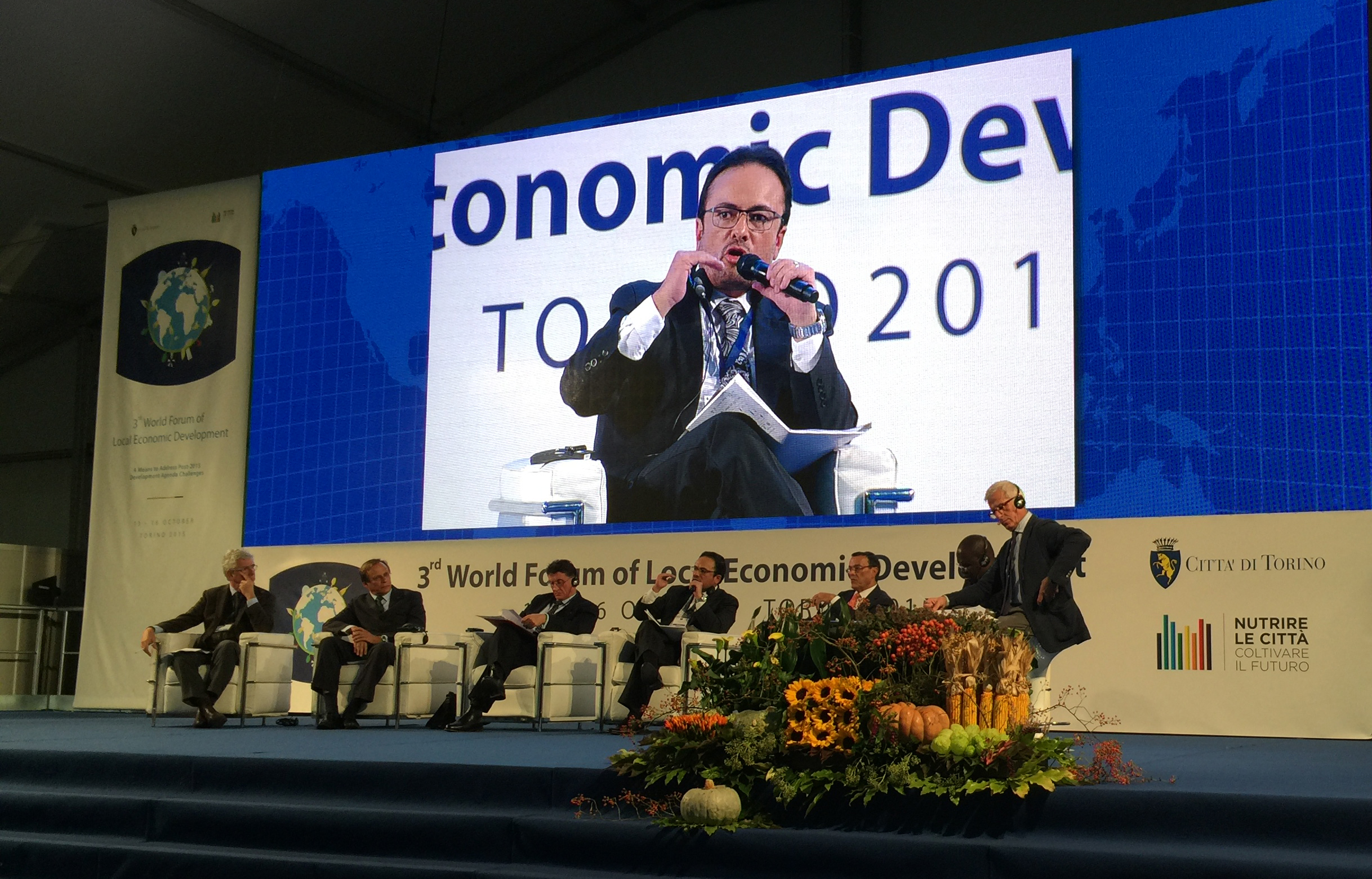
El antiguo Presidente de ORU, Paúl Carrasco, en el tercer Foro mundial de desarrollado económico local (DEL) de Turín, octubre de 2015

### Asamblea general
La Asamblea General es el órgano de la Organización con el máximo poder de toma de decisiones. Se dedica a definir la orientación de la Organización así como a decidir las acciones que se tendrán que llevar a cabo. Reúne a todos los miembros de la Organización en sesión ordinaria, de forma anual.

### Buró Ejecutivo
El buró ejecutivo se dedica a dirigir y gestionar las acciones de la Organización, siempre contando con el respaldo de la Secretaría General. El Buró Ejecutivo se reúne dos veces al año.
Algunas de las funciones básicas del Buró son: proponer las orientaciones políticas de la Organización y llevarlas a cabo, coordinar el trabajo entre los diferentes miembros y las comisiones que se puedan crear entre dichos miembros, supervisar el trabajo de la Secretaría General y la gestión financiera, y establecer el reglamento interno a ser aprobado por la Asamblea General. 

### Presidencia
Presidente: Abdesaamad Sekkal, presidente del Consejo Regional de Rabat-Salé-Kénitra, fue elegido presidente de ORU Fogar en la Asamblea General, el 16 de octubre de 2016 en Quito, Ecuador. Representa a la Organización de Regiones Unidas y convoca la Asamblea General y las reuniones del Buró.
Vicepresidente: Laurent Wauquiez, presidente del Consejo Regional de Auvergne-Rhône-Alpes y vicepresidente de la Asociación Internacional de Regiones Francófonas (AIRF) fue elegido 2.º vicepresidente de ORU Fogar en la Asamblea General celebrada el 16 de octubre de 2016 en Quito, Ecuador. Representa a la Organización a todos los efectos en ausencia del presidente.
Secretario general: Carles Llorens Vila fue nombrado secretario general de ORU en la VI Cumbre de Gobiernos regionales el 1 de septiembre de 2014

#### Presidencias
| N.º | Nombre            | País de origen | Toma de cargo | Final de mandato |
| --- | ----------------- | -------------- | ------------- | ---------------- |
| 1   | Claudio Martini   | Italia         | 2008          | 2010             |
| 2   | Michel Vauzelle   | Francia        | 2010          | 2014             |
| 3   | Paúl Carrasco     | Ecuador        | 2014          | 2016             |
| 4   | Abdessamad Sekkal | Marruecos      | 2016          | 2021             |
| 5   | Rachid El Abdi    | Marruecos      | 2021          |                  |